# 六供町 (岡崎市)
六供町（ろっくちょう）は、愛知県岡崎市の町名である。

## 地理
岡崎市のやや西に位置する。主に住宅地を形成している。20個の小字を持つ。六供町1丁目、六供町2丁目、六供町3丁目、六供町4丁目があるが、これらは全て小字であり、正確には六供町字1丁目～六供町字4丁目と表記される。よって当町には番地、丁目は置かれていない。

### 小字
| - 字1丁目（いっちょうめ） - 字2丁目（にちょうめ） - 字3丁目（さんちょうめ） - 字4丁目（よんちょうめ） - 一本松（いっぽんまつ） - 甲越（かぶとごし） - 甲西（かぶとにし） | - 三本松（さんぼんまつ） - 清水（しみず） - 杉本（すぎもと） - 千日（せんにち） - 出崎（でさき） - 西茶臼（にしちゃうす） - 西二本木（にしにほんぎ） | - 八貫（はちかん） - 東二本木（ひがしにほんぎ） - 三ツ岩（みついわ） - 南佐助（みなみさすけ） - 南床屋（みなみとこや） - 南丸根（みなみまるね） |

## 世帯数と人口
2019年（令和元年）5月1日現在の世帯数と人口は以下の通りである。
| 町丁   | 世帯数  | 人口    |
| ------ | ------- | ------- |
| 六供町 | 833世帯 | 1,939人 |

### 人口の変遷
国勢調査による人口の推移
| 1995年（平成7年）  | 2,288人 | [ 5 ] |  |
| 2000年（平成12年） | 2,173人 | [ 6 ] |  |
| 2005年（平成17年） | 2,204人 | [ 7 ] |  |
| 2010年（平成22年） | 2,138人 | [ 8 ] |  |
| 2015年（平成27年） | 2,025人 | [ 9 ] |  |

## 小・中学校の学区
市立小・中学校に通う場合、学区は以下の通りとなる。
| 字・番地 | 小学校             | 中学校             |
| --- | ------------------ | ------------------ |
| 字南丸根、字南佐助 字南床屋、字杉本 字1丁目85～96番地 字2丁目1～22番地 字2丁目30～32番地･42番地1 字3丁目、字4丁目                                                             | 岡崎市立梅園小学校 | 岡崎市立甲山中学校 |
| 字甲西、字甲越 字出崎、字三ツ岩 字西茶臼、字西二本木 字清水、字三本松 字東二本木、字一本松 字八貫 字1丁目1～84番地 字2丁目23～29番地 字2丁目32番地1～41番地 字2丁目42番地2～7 | 岡崎市立愛宕小学校 | 岡崎市立葵中学校   |

## 歴史
額田郡六供村を前身とする。当初は額田郡六供町（岡崎六供町）であったが、一度六供村になっている。江戸時代は甲山寺領であった。
甲山にある甲山第1号墳は、直径100メートル以上で4世紀後半に作られた三河地方最大の古墳であると考えられる。

### 沿革
- 1876年（明治9年） - 岡崎六供町と岡崎上肴町の一部が合併し、六供村となる[12]。
- 1994年（明治17年） - 一部を岡崎能見町へ編入[12]。
- 1889年（明治22年）10月1日 - 町村制施行に伴い、岡崎横町・岡崎亀井町・岡崎久右衛門町・岡崎魚町・岡崎康生町・岡崎材木町・岡崎十王町・岡崎松本町・岡崎上肴町・岡崎伝馬町・岡崎田町・岡崎唐沢町・岡崎島町・岡崎投町・岡崎能見町・岡崎八幡町・岡崎板屋町・岡崎福寿町・岡崎門前町・岡崎祐金町・岡崎裏町・岡崎両町・岡崎連尺町・岡崎六地蔵町・岡崎籠田町・菅生村・中村・梅園村・八帖村・六供村が合併し、岡崎町大字六供となる。
- 1916年（大正5年）7月1日 - 市制施行に伴い、岡崎市大字六供となる[13]。
- 1917年（大正6年）7月1日 - 六供町に改称[13]。
- 1945年（昭和20年）7月20日 - 岡崎空襲を受け六供町の一部が焼失。
- 1957年（昭和32年）11月15日 - 一部が六供本町1～2丁目・八幡町1～3丁目・亀井町2丁目・東能見町となる[13]。

### 史跡
- 甲山古墳
  - 甲山第1号墳（4世紀後半、市史跡）[14]
  - 甲山第2号墳
- 三ツ岩古墳

## 施設
- 岡崎六供郵便局
- 北部公民館
- 岡崎市民会館
- 甲山公園
- 愛宕公園
- 六供浄水記念公園[15]
- 六供配水場
  - 配水塔（1934年建設、岡崎市景観重要建造物）[16]
- 旧石原家住宅（主屋・土蔵：1859年建設、国登録有形文化財）
- 甲山寺
  - 甲山寺本堂（元禄年間、市文化財）
  - 木造大日如来坐像（平安時代後期、市文化財）
  - 木造十二天立像（元禄15年、市文化財）[17]
- 記念寺
- 宝林寺
- 貞松寺
- 常福寺
- 薬師寺
- 一乗寺
- 甲山八幡宮

### 教育
- 愛知教育大学附属岡崎小学校
  - 旧愛知県岡崎師範学校武道場（1926年建築、国登録有形文化財）[18]
- 愛知教育大学附属特別支援学校
- 学校法人愛隣幼稚園 愛隣幼稚園

## ギャラリー
- 旧石原家住宅
- 甲山寺
- 甲山八幡宮
- 岡崎市民会館
- 旧愛知県岡崎師範学校武道場[18]
- 愛知教育大学附属特別支援学校
- 愛知教育大学附属岡崎小学校
- 愛隣幼稚園
- 愛隣幼稚園
- 愛知県道477号東大見岡崎線
- 甲山（かぶとやま）。甲山古墳としても知られる。
- 甲山公園
- 六供浄水記念公園
- 六供町にあった岡崎市立高等女学校（現・愛知県立岡崎北高等学校）の講堂。岡崎空襲により焼失。
- たつきの鐘[注 1]

## 交通
道路
- 愛知県道477号東大見岡崎線・都市計画道路明代橋線[22]
  - モダン道路
- 師範通り
- 市民会館通り

バス
- 名鉄バス
  - 大樹寺線
  - 岡崎線
  - 岩中線
- まちなかにぎわいバス
  - 南北ルート

## その他

### 日本郵便
- 郵便番号 : 444-0072[3]（集配局：岡崎郵便局[23]）。